# Балкон Трумэна

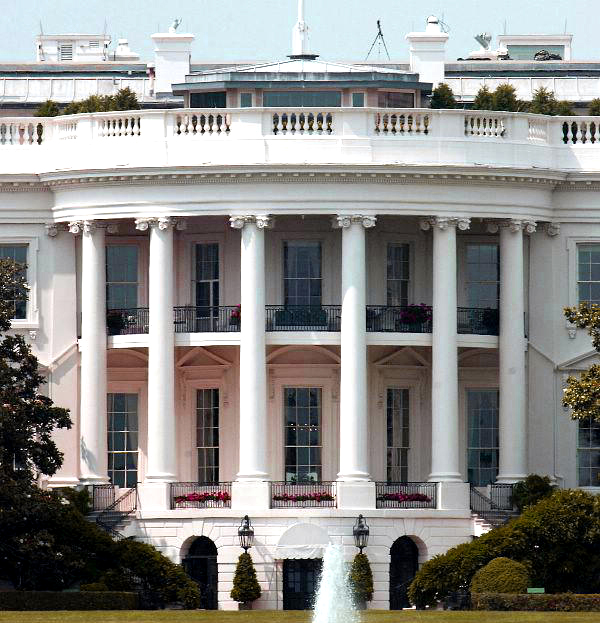
Балкон Трумэна на втором этаже Белого дома

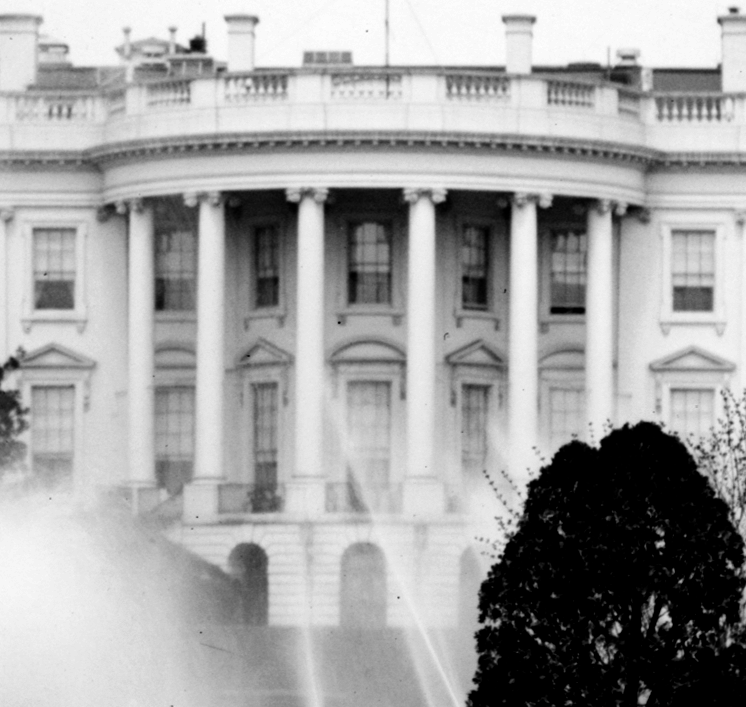
Портик до постройки балкона (фото сделано между 1910 и 1935 годами)

Балкон Трумэна — балкон второго этажа Белого дома, с которого открывается вид на Южную лужайку, был построен в марте 1948 года во время президентства Гарри Трумэна.

## Споры по поводу планов строительства

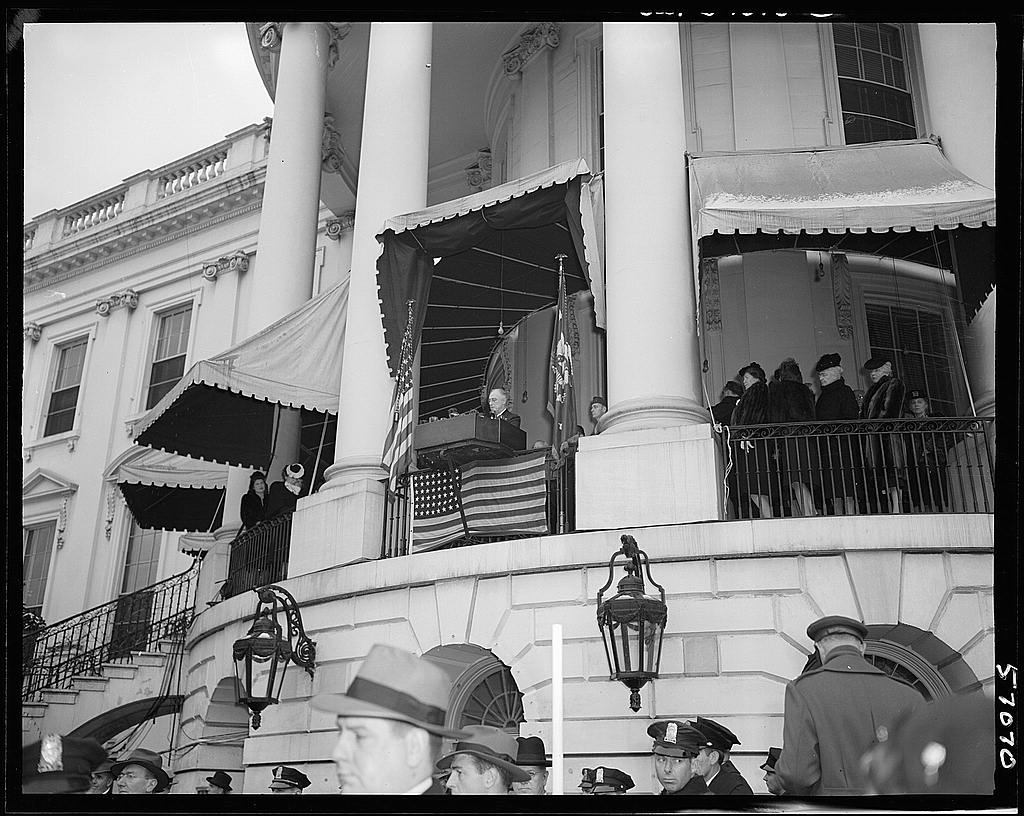
На этой фотографии, сделанной во время четвертой инаугурационной речи Франклина Д. Рузвельта, показан южный фасад Белого дома до того, как был построен Балкон Трумэна. Видны навесы, которые не нравились Трумэну.

План Трумэна сделать балкон возле Желтого овального кабинета вызвали споры.
Трумэн утверждал, что добавление балкона обеспечит тень портику первого этажа, избегая необходимости в пристройке навеса, и уравновесит южную сторону Белого дома, разбивая длинные вертикали, созданные колоннами. Прежде Трумэн просил расширить Западное крыло. Конгресс отклонил эту просьбу. Хотя Трумэн рассказал Хауэллу Криму (Howell G. Crim), главному распорядителю Белого дома, и Джеймсу Уэсту (J. B. West), помощнику Крима, о своих идеях относительно балкона, план сохраняли в секрете до заявления пресс-секретаря Чарли Росса (Charlie Ross). План был осуществлен Уильямом Делано (William Adams Delano), который завершил балкон во время президентства Кэлвина Кулиджа. Критики предложения, в том числе члены Комиссии изящных искусств (Commission of Fine Arts), утверждали, что классическим греческим стилем здания хотят пожертвовать, чтобы создать пространство для отдыха для семьи президента. Председатель комиссии, инженер-строитель и ландшафтный архитектор Гилмор Кларк (Gilmore David Clarke), написал Трумэну письмо, в котором высказал свое несогласие с обустройством балкона. Трумэн ответил, что этот проект улучшит резиденцию, особенно потому, что дает возможность заменить непривлекательные навесы, которые собирают грязь и мешают деревянными шторами.
В то время политические карикатуристы высмеивали это предложение президента, предполагая, что оно будет стоить ему президентских выборов 1948 года.

## Строительство и последующая история

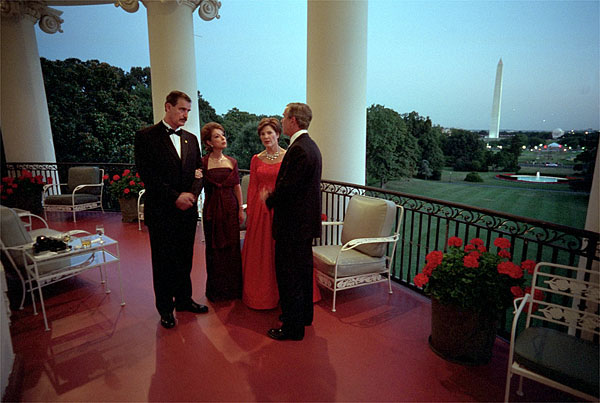
Президент Джордж Буш беседует с президентом Мексики Висенте Фоксом на балконе Трумэна в сентябре 2001 года

План был утвержден архитектором Делано. В Конгресс не подавалось запроса на выделение 16 050,74 долларов США (эквивалентно 195 498,90 $ в 2022 году) стоимости строительства балкона. Трумэн накопил на своем личном счету достаточную сумму для его пристройки. После того, как балкон был завершен, некоторые из оппонентов проекта написали президенту, что балкон фактически улучшил южный фасад резиденции.
В сентябре 2012 года в своем интервью журналу Vanity Fair президент Барак Обама назвал балкон любимым местом в Белом доме. Мишель Обама разделяла это мнение. Балкон стал излюбленным местом отдыха президентских семей.
В 2017 года Дональд Трамп с супругой наблюдали с балкона солнечное затмение.

## Внешняя ссылка
- Балкон Трумэна, whitehousemuseum.org